# Pobit kamăk (distrikt i Bulgarien, Pazardzjik)
Pobit kamăk (bulgariska: Побит камък) är ett distrikt i Bulgarien.   Det ligger i kommunen Obsjtina Sărnitsa och regionen Pazardzjik, i den sydvästra delen av landet, 110 km söder om huvudstaden Sofia.